# Phylidorea temelskin
Phylidorea temelskin là một loài ruồi trong họ Limoniidae. Chúng phân bố ở miền Cổ bắc.